# Élections européennes de 2014 en Espagne
Les élections européennes de 2014 en Espagne (en espagnol : elecciones al Parlamento Europeo de 2014) se tiennent le 25 mai 2014, afin d'élire les 54 députés européens espagnols de 8e législature du Parlement européen, pour un mandat de cinq ans.
Pour la première fois depuis 1977, les deux principaux partis d'Espagne échouent à remporter plus de 50 % des suffrages, victimes d'un vote sanction lié à la crise économique. Ils perdent plus de 30 points de pourcentage en cinq ans.
Grâce notamment à la division des voix à gauche, le Parti populaire arrive en tête, faisant de Mariano Rajoy l'un des rares chefs de gouvernement à remporter ce scrutin. Podemos parvient à devenir la quatrième force politique, juste derrière La Gauche plurielle, tous deux concurrençant le Parti socialiste qui s'interroge sur l'avenir de son secrétaire général Alfredo Pérez Rubalcaba. Celui-ci démissionne effectivement au lendemain du scrutin et convoque un congrès extraordinaire.
La Catalogne est marquée par une forte hausse de la participation, qui favorise la Gauche républicaine de Catalogne au détriment de Convergence et Union, dans la perspective de la consultation sur l'indépendance du territoire prévue quelques mois plus tard.

## Mode de scrutin

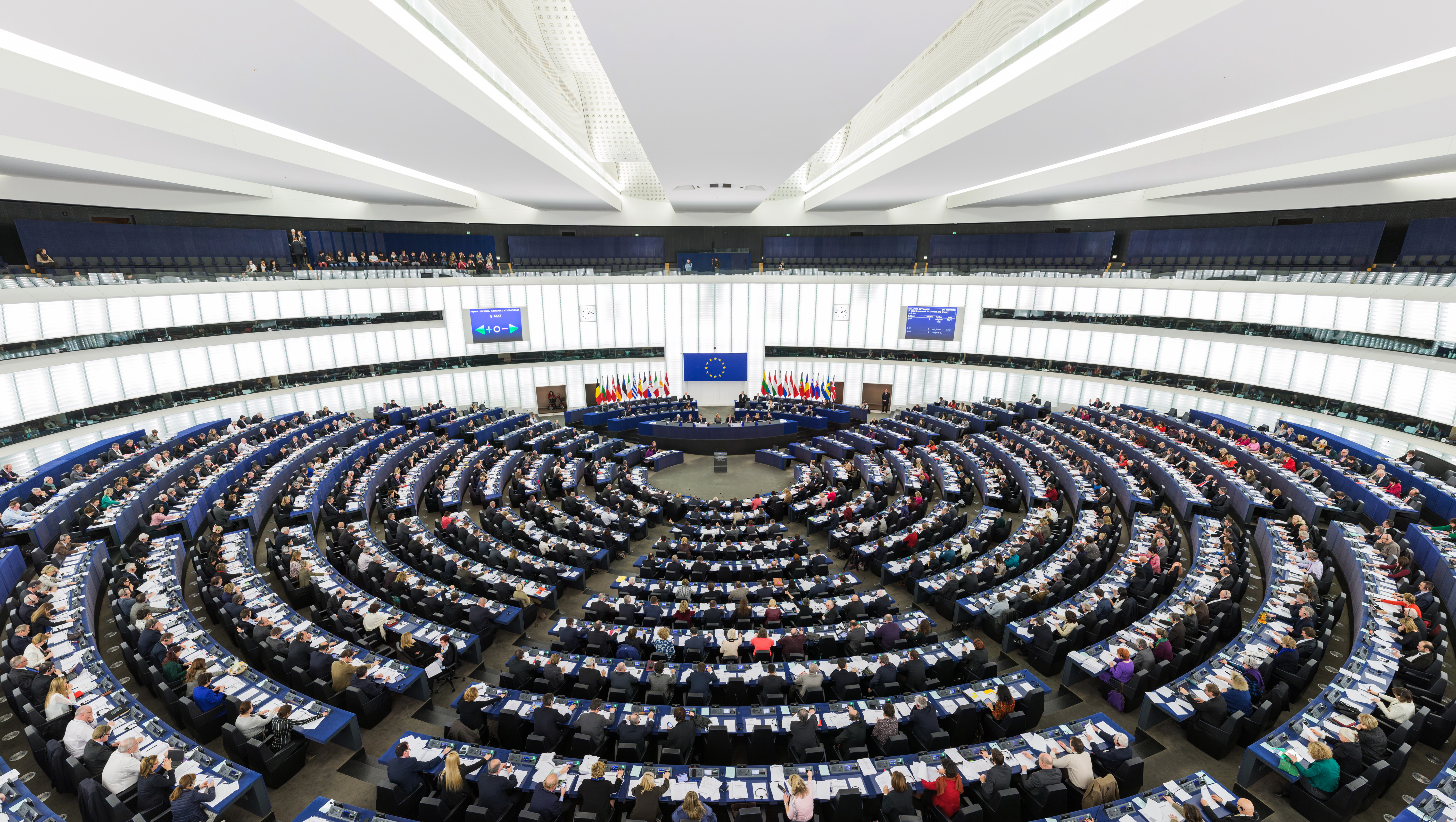
Hémicycle du Parlement européen.

Le Parlement européen (Parlamento europeo) est une assemblée parlementaire monocamérale constituée de 720 députés (diputados), dont 61 Espagnols, élus pour une législature de cinq ans au suffrage universel direct. En Espagne, ils sont élus selon les règles du scrutin proportionnel d'Hondt.

### Convocation du scrutin
Le Parlement européen est élu pour un mandat de cinq ans.
L'article 218 de la loi électorale espagnole (LOREG) du 19 juin 1985 précise que les élections sont convoquées conformément aux normes communautaires par décret du président du gouvernement pris après délibération en Conseil des ministres. Les délais légaux relatifs à la convocation des élections en Espagne ne s'appliquent pas à la convocation des élections européennes.

### Présentation des candidatures
Peuvent présenter des candidatures, : 
- les partis et fédérations de partis inscrits auprès des autorités ;
- les coalitions de partis et/ou fédérations inscrites auprès de la commission électorale au plus tard dix jours après la convocation du scrutin ;
- les groupes d'électeurs disposant des parrainages d'au moins 15 000 électeurs.

### Répartition des sièges
Les sièges à pourvoir sont répartis en suivant différentes étapes, sans seuil électoral défini : 
- les listes sont classées en une colonne par ordre décroissant du nombre de suffrages obtenus ;
- les suffrages de chaque liste sont divisés par 1, 2, 3... jusqu'au nombre de députés à élire afin de former un tableau ;
- les mandats sont attribués selon l'ordre décroissant des quotients ainsi obtenus[5].

## Campagne

### Principales candidatures
| Force politique | Force politique                                                          | Force politique                                                          | Force politique                           | Force politique | Force politique | Tête de liste           | Idéologie                                                                              | Résultats en 2009             |
| --------------- | ------------------------------------------------------------------------ | ------------------------------------------------------------------------ | ----------------------------------------- | --------------- | --------------- | ----------------------- | -------------------------------------------------------------------------------------- | ----------------------------- |
|                 | Parti populaire (es) Partido Popular                                     | Parti populaire (es) Partido Popular                                     | PP                                        |                 | PPE             | Miguel Arias Cañete     | Centre droit à droite Libéral-conservatisme, démocratie chrétienne                     | 42,12 % des voix 24 députés   |
|                 | Parti socialiste ouvrier espagnol (es) Partido Socialista Obrero Español | Parti socialiste ouvrier espagnol (es) Partido Socialista Obrero Español | PSOE                                      |                 | PSE             | Elena Valenciano        | Centre gauche Social-démocratie, progressisme                                          | 38,78 % des voix 23 députés   |
|                 | Parti des socialistes de Catalogne                                       |                                                                          |                                           |                 | PSE             | Elena Valenciano        | Centre gauche Social-démocratie, progressisme                                          | 38,78 % des voix 23 députés   |
|                 | Coalition pour l'Europe (es) Coalición por Europa                        | Coalition pour l'Europe (es) Coalición por Europa                        | CEU                                       |                 |                 | Ramon Tremosa           | Centre à centre droit Nationalisme, libéralisme, démocratie chrétienne                 | 5,10 % des voix 3 députés     |
|                 | Convergence démocratique de Catalogne                                    | Convergence démocratique de Catalogne                                    |                                           | ALDE            |                 | Ramon Tremosa           | Centre à centre droit Nationalisme, libéralisme, démocratie chrétienne                 | 5,10 % des voix 3 députés     |
|                 | Union démocratique de Catalogne                                          | Union démocratique de Catalogne                                          |                                           | PPE             |                 | Ramon Tremosa           | Centre à centre droit Nationalisme, libéralisme, démocratie chrétienne                 | 5,10 % des voix 3 députés     |
|                 | Parti nationaliste basque                                                | Parti nationaliste basque                                                |                                           | PDE             |                 | Ramon Tremosa           | Centre à centre droit Nationalisme, libéralisme, démocratie chrétienne                 | 5,10 % des voix 3 députés     |
|                 | Coalition canarienne                                                     | Coalition canarienne                                                     |                                           | PDE             |                 | Ramon Tremosa           | Centre à centre droit Nationalisme, libéralisme, démocratie chrétienne                 | 5,10 % des voix 3 députés     |
|                 | Compromiso por Galicia                                                   |                                                                          |                                           |                 |                 | Ramon Tremosa           | Centre à centre droit Nationalisme, libéralisme, démocratie chrétienne                 | 5,10 % des voix 3 députés     |
|                 | La Gauche plurielle (es) La Izquierda Plural                             | La Gauche plurielle (es) La Izquierda Plural                             | IP                                        |                 |                 | Willy Meyer             | Gauche Socialisme démocratique, écosocialisme, anticapitalisme                         | 3,71 % des voix 2 députés     |
|                 | Izquierda Unida                                                          | Izquierda Unida                                                          |                                           | PGE             |                 | Willy Meyer             | Gauche Socialisme démocratique, écosocialisme, anticapitalisme                         | 3,71 % des voix 2 députés     |
|                 | Initiative pour la Catalogne Verts                                       | Initiative pour la Catalogne Verts                                       |                                           | PVE             |                 | Willy Meyer             | Gauche Socialisme démocratique, écosocialisme, anticapitalisme                         | 3,71 % des voix 2 députés     |
|                 | Gauche unie et alternative                                               | Gauche unie et alternative                                               |                                           | PGE             |                 | Willy Meyer             | Gauche Socialisme démocratique, écosocialisme, anticapitalisme                         | 3,71 % des voix 2 députés     |
|                 | Anova-Fraternité nationaliste                                            |                                                                          |                                           |                 |                 | Willy Meyer             | Gauche Socialisme démocratique, écosocialisme, anticapitalisme                         | 3,71 % des voix 2 députés     |
|                 | Espace écosocialiste galicien (es)                                       |                                                                          |                                           |                 |                 | Willy Meyer             | Gauche Socialisme démocratique, écosocialisme, anticapitalisme                         | 3,71 % des voix 2 députés     |
|                 | Batzarre                                                                 |                                                                          |                                           |                 |                 | Willy Meyer             | Gauche Socialisme démocratique, écosocialisme, anticapitalisme                         | 3,71 % des voix 2 députés     |
|                 | Fédération des Verts                                                     | Fédération des Verts                                                     |                                           | PVE             |                 | Willy Meyer             | Gauche Socialisme démocratique, écosocialisme, anticapitalisme                         | 3,71 % des voix 2 députés     |
|                 | Les Verts-Option verte (ca)                                              |                                                                          |                                           |                 |                 | Willy Meyer             | Gauche Socialisme démocratique, écosocialisme, anticapitalisme                         | 3,71 % des voix 2 députés     |
|                 | Gira Madrid-Los Verdes (es)                                              |                                                                          |                                           |                 |                 | Willy Meyer             | Gauche Socialisme démocratique, écosocialisme, anticapitalisme                         | 3,71 % des voix 2 députés     |
|                 | Construire la gauche-Alternative socialiste (es)                         |                                                                          |                                           |                 |                 | Willy Meyer             | Gauche Socialisme démocratique, écosocialisme, anticapitalisme                         | 3,71 % des voix 2 députés     |
|                 | Etzkerreko Ekimena-Etorkizuna Iratzarri (es)                             |                                                                          |                                           |                 |                 | Willy Meyer             | Gauche Socialisme démocratique, écosocialisme, anticapitalisme                         | 3,71 % des voix 2 députés     |
|                 | Union, progrès et démocratie (es) Unión Progreso y Democracia            | Union, progrès et démocratie (es) Unión Progreso y Democracia            | UPyD                                      |                 |                 | Francisco Sosa Wagner   | Centre Réformisme, social-libéralisme, centralisme                                     | 2,85 % des voix 1 député      |
|                 | Ciudadanos Citoyens                                                      | Ciudadanos Citoyens                                                      | Cs                                        |                 |                 | Javier Nart             | Centre Social-libéralisme, réformisme, unionisme                                       | 0,14 % des voix 0 député      |
|                 | La Gauche pour le droit de décider (ca) L'Esquerra pel Dret a Decidir    | La Gauche pour le droit de décider (ca) L'Esquerra pel Dret a Decidir    | EDD                                       |                 |                 | Josep Maria Terricabras | Gauche Indépendantisme catalan, social-démocratie                                      | N'existait pas 1 député (ERC) |
|                 | Gauche républicaine de Catalogne                                         | Gauche républicaine de Catalogne                                         |                                           | ALE             |                 | Josep Maria Terricabras | Gauche Indépendantisme catalan, social-démocratie                                      | N'existait pas 1 député (ERC) |
|                 | Nouvelle Gauche catalane                                                 |                                                                          |                                           |                 |                 | Josep Maria Terricabras | Gauche Indépendantisme catalan, social-démocratie                                      | N'existait pas 1 député (ERC) |
|                 | Catalunya Sí                                                             |                                                                          |                                           |                 |                 | Josep Maria Terricabras | Gauche Indépendantisme catalan, social-démocratie                                      | N'existait pas 1 député (ERC) |
|                 | Les peuples décident (es) Los pueblos deciden                            | Les peuples décident (es) Los pueblos deciden                            | LPD                                       |                 |                 | Josu Juaristi           | Gauche Nationalisme, souverainisme, socialisme                                         | N'existait pas                |
|                 | Euskal Herria Bildu                                                      |                                                                          |                                           |                 |                 | Josu Juaristi           | Gauche Nationalisme, souverainisme, socialisme                                         | N'existait pas                |
|                 | Bloc nationaliste galicien                                               | Bloc nationaliste galicien                                               |                                           | ALE             |                 | Josu Juaristi           | Gauche Nationalisme, souverainisme, socialisme                                         | N'existait pas                |
|                 | Alternative nationaliste canarienne (es)                                 |                                                                          |                                           |                 |                 | Josu Juaristi           | Gauche Nationalisme, souverainisme, socialisme                                         | N'existait pas                |
|                 | Unité du peuple (es)                                                     |                                                                          |                                           |                 |                 | Josu Juaristi           | Gauche Nationalisme, souverainisme, socialisme                                         | N'existait pas                |
|                 | Andecha Astur (es)                                                       |                                                                          |                                           |                 |                 | Josu Juaristi           | Gauche Nationalisme, souverainisme, socialisme                                         | N'existait pas                |
|                 | Puyalon de Cuchas (es)                                                   |                                                                          |                                           |                 |                 | Josu Juaristi           | Gauche Nationalisme, souverainisme, socialisme                                         | N'existait pas                |
|                 | Printemps européen (es) Primavera Europea                                | Printemps européen (es) Primavera Europea                                | Printemps européen (es) Primavera Europea |                 |                 | Jordi Sebastià          | Gauche Nationalisme, politique écologique, progressisme                                | N'existait pas                |
|                 | Coalition Compromís                                                      |                                                                          |                                           |                 |                 | Jordi Sebastià          | Gauche Nationalisme, politique écologique, progressisme                                | N'existait pas                |
|                 | Equo                                                                     | Equo                                                                     |                                           | PVE             |                 | Jordi Sebastià          | Gauche Nationalisme, politique écologique, progressisme                                | N'existait pas                |
|                 | Chunta Aragonesista                                                      |                                                                          |                                           |                 |                 | Jordi Sebastià          | Gauche Nationalisme, politique écologique, progressisme                                | N'existait pas                |
|                 | Por un Mundo más Justo                                                   |                                                                          |                                           |                 |                 | Jordi Sebastià          | Gauche Nationalisme, politique écologique, progressisme                                | N'existait pas                |
|                 | Participa                                                                |                                                                          |                                           |                 |                 | Jordi Sebastià          | Gauche Nationalisme, politique écologique, progressisme                                | N'existait pas                |
|                 | Parti castillan (es)                                                     |                                                                          |                                           |                 |                 | Jordi Sebastià          | Gauche Nationalisme, politique écologique, progressisme                                | N'existait pas                |
|                 | Socialistes indépendants d'Estrémadure                                   |                                                                          |                                           |                 |                 | Jordi Sebastià          | Gauche Nationalisme, politique écologique, progressisme                                | N'existait pas                |
|                 | Coalition Caballas                                                       |                                                                          |                                           |                 |                 | Jordi Sebastià          | Gauche Nationalisme, politique écologique, progressisme                                | N'existait pas                |
|                 | Podemos Nous pouvons                                                     | Podemos Nous pouvons                                                     | Podemos Nous pouvons                      |                 |                 | Pablo Iglesias          | Gauche radicale à extrême gauche Populisme de gauche, républicanisme, altermondialisme | N'existait pas                |
|                 | Vox                                                                      | Vox                                                                      | Vox                                       |                 |                 | Alejo Vidal-Quadras     | Droite Libéral-conservatisme, centralisme, euroscepticisme                             | N'existait pas                |

### Sondages
| Institut      | Date                         | PP     | PSOE   | IP     | UPyD  | CEU   | LPD   | PE    | C's   | EDD   | Autres |
| ------------- | ---------------------------- | ------ | ------ | ------ | ----- | ----- | ----- | ----- | ----- | ----- | ------ |
| Institut      | Date                         |        |        |        |       |       |       |       |       |       |        |
| Celeste-Tel   | 2-8 mai 2014                 | 31,7 % | 30,8 % | 10,1 % | 6,1 % | 4,2 % | 2,0 % | 2,5 % | 2,8 % | 2,5 % | 7,3 %  |
| Sièges        |                              | 19-20  | 18-19  | 6      | 3-4   | 2     | 1     | 1     | 1     | 1     | 1-2    |
| Feedback      | 11 mai 2014                  | 33,1 % | 29,8 % | 10,3 % | 6,3 % | 5,6 % | 1,8 % |       | 2,9 % | 3,4 % | 6,8 %  |
| Sièges        |                              | 20     | 18     | 6      | 3     | 3     | 1     |       | 1     | 2     | 0      |
| NC Report     | 11 mai 2014                  |        |        |        |       |       |       |       |       |       |        |
| Sièges        |                              | 19-20  | 17-18  | 7-8    | 3-4   | 2-3   | 1     | 1     | 1     | 1-2   | 0-1    |
| Sigma Dos     | 28-30 avril 2014             |        |        |        |       |       |       |       |       |       |        |
| Sièges        |                              | 21-22  | 17-18  | 5      | 3     | 3     | 1     | 0     | 1     | 1     | 1      |
| Random,       | 22-28 avril 2014             | 29,5 % | 23,6 % | 13,6 % | 9,2 % | 5,6 % | 1,5 % | 2,3 % | 2,4 % | 3,7 % | 8,6 %  |
| Sièges        |                              | 18-19  | 14-15  | 8-9    | 5     | 3     | 0     | 1     | 1     | 2     | 1      |
| Random,       | 22-28 avril 2014             | 32,2 % | 29,9 % | 12,0 % | 6,5 % | 4,0 % | 0,9 % | 1,7 % | 2,1 % | 3,8 % | 6,9 %  |
| Sièges        |                              | 18-19  | 17-18  | 7-8    | 3     | 2     | 0     | 1     | 1     | 2     | 1      |
| CIS           | 7-27 avril 2014              | 33,7 % | 31,0 % | 9,3 %  | 5,3 % | 5,5 % | 2,1 % | 1,2 % | 1,2 % | 3,7 % | 6,9 %  |
| Sièges        |                              | 20-21  | 18-19  | 5      | 3     | 3     | 1     | 0     | 0     | 2     | 1      |
| Demoscopia    | 3 mai 2014                   | 32,7 % | 30,5 % | 12,4 % | 7,8 % | 4,5 % | 1,8 % |       | 1,9 % | 2,3 % | 6,1 %  |
| Sièges        |                              | 19     | 18     | 7      | 4     | 2     | 1     |       | 1     | 1     | 1      |
| GAD 3         | 27 avril 2014                | 33,2 % | 28,6 % | 10,7 % | 6,7 % | 4,9 % | 2,2 % |       |       | 2,3 % |        |
| Sièges        |                              | 21     | 18     | 6      | 4     | 3     | 1     |       |       | 1     |        |
| Sigma Dos     | 22-24 avril 2014             | 33,8 % | 30,3 % | 9,6 %  | 7,0 % |       |       |       |       | 3,0 % | 16,3 % |
| Sièges        |                              | 21-22  | 18-19  | 6      | 4     | 2     |       |       | 1     | 1     |        |
| Metroscopia   | 21-22 avril 2014             | 32,6 % | 32,2 % | 12,0 % | 4,6 % | 4,7 % |       | 1,8 % | 2,1 % | 4,2 % | 5,8 %  |
| Sièges        |                              | 20     | 19     | 7      | 2     | 2     |       | 1     | 1     | 2     |        |
| Sigma Dos     | 10-15 avril 2014             | 33,1 % | 30,2 % | 10,4 % | 7,2 % | 4,2 % | 1,3 % | 1,1 % | 2,3 % | 3,2 % | 7 %    |
| Sièges        |                              | 20-21  | 18-19  | 6      | 4     | 2     |       |       | 1     | 2     |        |
| Invymark      | 14 mars 2014                 | 32,8 % | 30,4 % | 13,0 % | 9,0 % |       |       |       |       |       | 14,8 % |
| Sièges        |                              |        |        |        |       |       |       |       |       |       |        |
| NC Report     | 17-22 mars 2014              |        |        |        |       |       |       |       |       |       |        |
| Sièges        |                              | 18-19  | 16-17  | 7-8    | 4-5   | 2-3   | 2     | 1-2   | 1     |       | 1      |
| Metroscopia   | 22 mars 2014                 | 25,7 % | 29 %   | 14,1 % | 8,4 % | 4 %   | 1,8 % |       | 2 %   | 4,5 % | 10,5 % |
| Sièges        |                              | 16     | 18     | 9      | 5     | 2     | 1     |       | 1     | 2     |        |
| LaSexta       | 22 mars 2014                 | 32,6 % | 30,9 % | 13,2 % | 9,2 % |       |       |       |       |       | 14,1 % |
| Sièges        |                              |        |        |        |       |       |       |       |       |       |        |
| Metroscopia   | 19-20 février 2014           | 26,3 % | 28,1 % | 14,5 % | 8,1 % | 5,1 % | 3,2 % |       | 1,7 % |       | 12,9 % |
| Sièges        |                              | 16     | 18     | 9      | 5     | 3     | 2     |       | 1     |       | 0      |
| GAD3          | 17 février 2014              | 31,2 % | 29,2 % | 11,1 % | 7,7 % | 5,1 % | 3,4 % |       |       |       | 12,3 % |
| Sièges        |                              | 20     | 18     | 7      | 4     | 3     | 2     |       |       |       | 5      |
| DYM           | 27 janvier - 10 février 2014 | 28,2 % | 30,3 % | 13,5 % | 6,3 % | 3,0 % | 4,8 % |       |       |       | 14,0 % |
| Sièges        |                              | 17     | 19     | 7      | 3     | 1     | 2     |       |       |       | 5      |
| Sin Complejos | 09 février 2014              | 30,1 % | 27,3 % |        | 8,3 % |       |       |       |       |       | 34,3 % |
| Sièges        |                              | 19     | 17     |        | 4     |       |       |       |       |       | 14     |
| NC Report     | 27-31 janvier 2014           | 30,1 % | 28,1 % | 12,4 % | 7,7 % |       | 4,2 % | -     | 2,0 % |       | 15,5 % |
| Sièges        |                              | 18/19  | 17/18  | 7/8    | 4/5   | 2/3   | 2     |       | 1     |       | 2/3    |
|               | 20-23 janvier 2014           | 31,6 % | 28,0 % | 11,5 % | 9,3 % | 5,2 % | 3,4 % | -     | 3,1 % |       | 7,9 %  |
| Sièges        |                              | 19     | 17     | 7      | 5     | 3     | 2     |       | 1     |       | 0      |
| Metroscopia   | 26 janvier 2014              | 26,4 % | 28,0 % | 14,5 % | 8,0 % | 5,3 % | 5,1 % | -     | 2,0 % | -     | -      |
| Sièges        |                              | 16     | 17     | 9      | 5     | 3     | 3     | -     | 1     | -     | -      |
| Invymark      | 29 décembre 2013             | 34,5 % | 31,7 % | 12,4 % | 9,0 % | -     | -     | -     | -     | -     | 12,4 % |
| Sièges        | -                            | -      | -      | -      | -     | -     | -     | -     | -     | -     | -      |
| Metroscopia   | 18 novembre 2013             | 29 %   | 27,9 % | 14,3 % | 8,2 % | 4,3 % | 5,5 % |       |       |       |        |
| Sièges        |                              | 18     | 17     | 9      | 5     | 2     | 3     |       |       |       |        |
| NC Report     | 04 novembre 2013             | 32 %   | 27,9 % | 12,7 % | 8,9 % | 5 %   | 4,8 % | 2,8 % | -     | -     | 4 %    |
| Sièges        |                              | 19-20  | 16-17  | 7-8    | 5-6   | 2-3   | 2-3   | 1-2   | -     | -     | -      |

## Résultats

### Participation
| Taux de participation | En 2009 | En 2014 | Différence |
| --------------------- | ------- | ------- | ---------- |
| à 14 heures           | 24,10 % | 23,87 % | 0,23       |
| à 18 heures           | 33,79 % | 34,06 % | 0,27       |
| à 20 heures           | 44,90 % | 43,81 % | 1,09       |

### Voix et sièges
|                          | Parti populaire (PP)                                    | 4 098 339  | 26,09 | 16,03 | 16 | 8             | PPE               |  |  |
|                          | Parti socialiste ouvrier espagnol (PSOE)                | 3 614 232  | 23,01 | 15,77 | 14 | 9             | S&D               |  |  |
|                          | La Gauche plurielle (IP)                                | 1 575 308  | 10,03 | 6,32  | 6  | 4             | GUE/NGL Verts/ALE |  |  |
|                          | Podemos                                                 | 1 253 837  | 7,98  | Nv    | 5  | 5             | GUE/NGL           |  |  |
|                          | Union, progrès et démocratie (UPyD)                     | 1 022 232  | 6,51  | 3,66  | 4  | 3             | ADLE              |  |  |
|                          | Coalition pour l'Europe (CEU)                           | 851 971    | 5,42  | 0,32  | 3  | en stagnation | ALDE PPE          |  |  |
|                          | La Gauche pour le droit de décider (EDD)                | 630 072    | 4,01  | Nv    | 2  | 1             | Verts/ALE         |  |  |
|                          | Ciudadanos (Cs)                                         | 497 146    | 3,16  | Nv    | 2  | 2             | ADLE              |  |  |
|                          | Les peuples décident (LPD)                              | 326 464    | 2,08  | Nv    | 1  | 1             | GUE/NGL           |  |  |
|                          | Printemps européen                                      | 302 266    | 1,92  | Nv    | 1  | 1             | GUE/NGL           |  |  |
|                          | Vox                                                     | 246 833    | 1,57  | Nv    | 0  | en stagnation | –                 |  |  |
|                          | Parti animaliste contre la maltraitance animale (PACMA) | 177 499    | 1,13  | 0,87  | 0  | en stagnation | –                 |  |  |
|                          | Sièges en blanc (EnB)                                   | 115 682    | 0,74  | Nv    | 0  | en stagnation | –                 |  |  |
|                          | Mouvement de rénovation démocratique citoyenne (RED)    | 105 666    | 0,67  | Nv    | 0  | en stagnation | –                 |  |  |
|                          | Parti X, Parti du Futur                                 | 100 561    | 0,64  | Nv    | 0  | en stagnation | –                 |  |  |
|                          | Partido Andalucista (PA)                                | 49 523     | 0,32  | N/a   | 0  | en stagnation | –                 |  |  |
|                          | Confédération pirate                                    | 38 690     | 0,25  | Nv    | 0  | en stagnation | –                 |  |  |
|                          | Autres listes                                           | 342 328    | 2,18  | -     | 0  | en stagnation | –                 |  |  |
|                          | Blanc                                                   | 361 567    | 2,30  | 0,91  |    |               |                   |  |  |
|                          |                                                         |            |       |       |    |               |                   |  |  |
| Suffrages exprimés       | Suffrages exprimés                                      | 15 710 216 | 98,20 |       |    |               |                   |  |  |
| Votes nuls               | Votes nuls                                              | 287 925    | 1,80  |       |    |               |                   |  |  |
| Total                    | Total                                                   | 15 998 141 | 100   | –     | 54 | en stagnation | –                 |  |  |
| Abstention               | Abstention                                              | 20 515 943 | 56,19 |       |    |               |                   |  |  |
| Inscrits / participation | Inscrits / participation                                | 36 514 084 | 43,81 |       |    |               |                   |  |  |

### Analyse

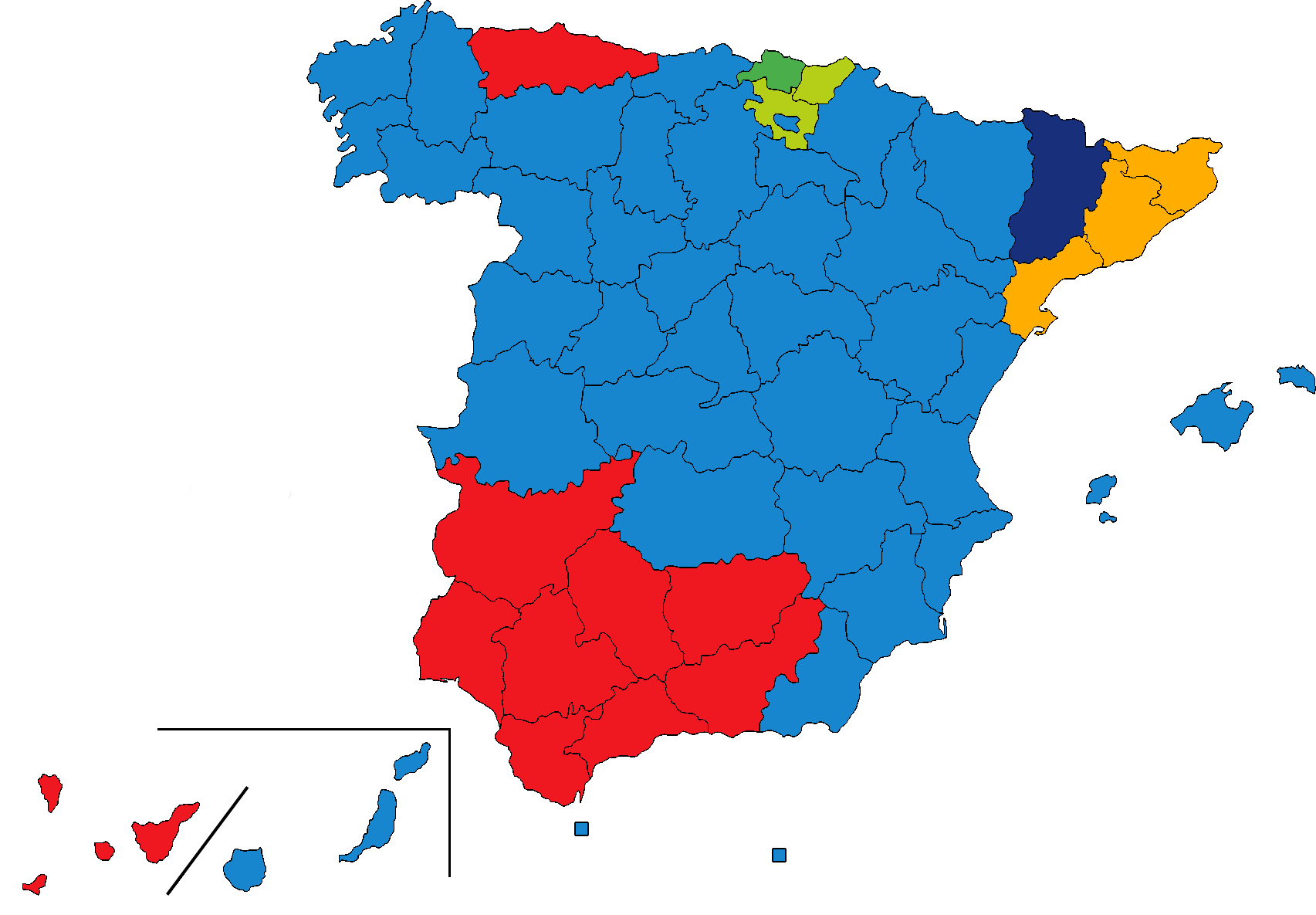
Liste arrivée en tête par province.

Ces élections constituent une défaite inédite pour le bipartisme qui régit la politique espagnole depuis 1977, du fait d'un vote sanction lié à la crise économique. Ensemble, le Parti populaire et le Parti socialiste perdent 5 millions de voix et 30 points de pourcentage par rapport aux élections de 2009. Pour la première fois depuis les débuts de la Transition démocratique, les deux principaux partis du pays échouent à rassembler au moins 50 % des suffrages exprimés. L'écart entre eux reste quasi-stable en cinq ans, tournant autour de trois points,.
Bien que concurrencé principalement par Union, progrès et démocratie et Ciudadanos, le Parti populaire parvient à prendre la tête du scrutin. À l'inverse de François Hollande, David Cameron ou Pedro Passos Coelho mais à l'instar d'Angela Merkel, Mariano Rajoy est le seul dirigeant d'un grand pays de l'Union européenne à remporter les élections européennes. Il bénéficie notamment de la division entre partis de gauche qui porte préjudice au Parti socialiste. Celui-ci subit en effet l'émergence de Podemos, qui émerge directement à la quatrième place des forces politiques, et du Printemps européen, ainsi que du renforcement très net de La Gauche plurielle,.
Si le résultat semble pouvoir sonner le glas de la vie politique du secrétaire général du PSOE Alfredo Pérez Rubalcaba, le Parti socialiste arrive en tête dans trois communautés autonomes, dont son fief historique d'Andalousie, qui lui apporte un quart de l'ensemble de ses voix. Ce résultat renforce considérablement le poids politique de la présidente récemment investie du territoire, Susana Díaz. En revanche, il est victime avec le PP de la forte hausse de la participation en Catalogne, qui bénéficie aux partis indépendantistes dans la perspective de la consultation sur l'indépendance du territoire prévue pour novembre. À cet égard, la Gauche républicaine de Catalogne (EDD) parvient à devancer Convergence et Union (CEU) pour la toute première fois,.
Dès le lendemain, à la suite d'une réunion de son équipe dirigeante, Alfredo Pérez Rubalcaba annonce son futur retrait du secrétariat général du PSOE. À cet effet, il convoque un congrès extraordinaire les 19 et 20 juillet.